# Freeway Park
Freeway Park est un parc urbain de Seattle, aux États-Unis.
Il relie le centre-ville de la ville au Washington State Convention Center (WSCC) et au quartier de First Hill.
Le parc est un mélange inhabituel d'architecture brutaliste et de verdure, conçu par le bureau de Lawrence Halprin sous la supervision d'Angela Danadjieva (en).
Il a ouvert au public le 4 juillet 1976.